# Andrej Chenier
Andrej Chenier je drama Ivana Mraka, ki jo je napisal leta 1968.

## Osebe
- Robespierre
- Saint Just
- Barrere
- Fouche
- Lebas
- Tallien
- David
- Lecointre
- Lanoi
- Andrej Chenier, pesnik
- Margot, občanka
- Laurent, trgovec
- Dubois, muzikant

## Vsebina

### 1. stopnjevanje
Strahovlada revolucije Andreja hudo prizadeva, sebi in drugim prerokuje giljotino, vsi trepetajo pred Robespierrom, Krepostnim, Nepodkupljivim, ki pošilja ljudi v smrt po tekočem traku. Andrej ve, da je ubijanje zlo, groza ga je, da je pri tem sodeloval, očita si, da nič storil za ustavitev nasilja; iz ljubezni do prijatelja Robespierra je zašel v praznino, se umazal, ni več odlikovani lunin sin – se splača potemtakem še živeti? S svojim obupom postane sumljiv, fanatični Saint Just ga sovraži, ga obtožuje, da je plačanec sovražnikov, revoluciji in Robespierru nevaren. Nekateri člani konventa že naklepajo tiranovo smrt, a Chaniera izločijo iz zarote kot neresnega, zapitega pesnika. On pa sanja o mogočni nepredirnosti, ki posuši vse solze in želje. Glej, ne prši svetloba izozad?

### 2. stopnjevanje
Robespierre je poln strahov, povsod sumi morilce, nemir mu še stopnjuje Saint Just, ki je sicer brezpogojno vdan, a ga s fanatizmom hujska; kaj če prav on za hrbtom skriva nož? Andreja ima rad, prijatelj mu je in v svojih pesmih je poveličal revolucijo kot nihče – kdo hoče njegovo smrt? To ihto je treba zaustaviti, z Andrejem razčistiti … Toda Andrej odkrito izpove svoje dvome in razočaranja nad revolucijo, ki se je iz goreče vere v paradiž spremenila v kri in zločin. Prijatelj mu je bil idol, zdaj ga vidi golega, ledenega krepostnika, morilca, ki uživa ko mimo njegovih oken vozijo obsojene h giljotini – namesto raja se izza vsakega ogla pači hudič! Smrt bo za Andreja odrešitev, za pravljično bitje, ki se je nekoč skozi revolucijo opoteklo … Za Robespierra je v tem pogovoru Andrejeva krivda potrjena, ukaže ga odpeljati pred tribunal.

### Epilog
Robespierre ima pred konventom zanosen govor, ko zasliši Andrejev glas, ki mu kliče: čez tri dni prideš za menoj! Počuti se kot Abraham, ki je ljubljenega sina Izaka na žrtvenik privezal, ogrožen je, za pasom slehernega sluti morilski nož, - o revolucija, kakšne strašne rane prizadevaš! A kljub vsemu, treba je opraviti republikansko dolžnost: strogo, jasno in odločno!